# Войска связи Народно-освободительной армии Китая
Войска связи Народно-освободительной армии Китая (кит. 中国人民解放军通信兵) — вид войск Народно-освободительной армии Китая и всех её родов (сухопутных, морских, военно-воздушных и ракетных войск).

## История
1 августа 1927 года поднялось Наньчанское восстание, и в этот же день была образована Народно-освободительная армия Китая, подчинявшаяся Коммунистической партии Китая. За годы войны против Гоминьдана и Японской империи в НОАК развивалась сеть телеграфной, телефонной и радиосвязи, а также системы шифрования: связью занимался руководящий орган 3-го бюро Военного комитета КПК. Структура и численность войск связи расширялась за годы дальнейшего противостояния с Гоминьданом. В мае 1950 года 3-е бюро при Военном комитете КПК стало отделом связи при Народно-революционном военном совете КНР, главой его стал Ван Чжэй. В феврале 1951 года заместитель председателя Центрального военного совета КНР Чжоу Эньлай одобрил создание групп войск связи в каждом военном округе.
В 1954 году состоялось очередное преобразование отдела связи при Центральном военном совете КНР в отдел связи при Генеральном штабе НОАК. С марта того же года началась реорганизация войск: были созданы несколько групп связи и отдельных батальонов, а подразделения связи при штабах, военных округах и частях особого назначения были преобразованы в узлы связи. В 1985 году после военной реформы были расформированы многие группы связи и возведены новые станции автоматизации управления, а также улучшены терминалы связи в военных округах для нужд военных. В 1990-е годы войска связи стали специализированным техническим подразделением, куда входят профессиональные подгруппы, обеспечивающих обмен данными с участием ЦК КПК, Центрального военного совета и различными штабами в области стратегии, планирования операций, обучения, научных исследований, оказания помощи в чрезвычайных ситуациях. В национальном строительстве решаются различные задачи поддержки связи. В настоящее время подразделения войск связи распределены между сухопутными, военно-морскими, военно-воздушными и ракетными войсками НОАК.
Роль информационного обмена в НОАК является достаточно большой: руководство КНР отдаёт высокий приоритет модернизации системы C4ISR, которая включает в себя системы и средства управления, связи, вычислительной техники, разведки, обнаружения, наблюдения и рекогносцировки. Это является ответом на современные преобразования методов ведения войн и силового разрешения конфликтов. ВС КНР используют самые современные автоматизированные системы управления в виде интегрированных платформ (Integrated Command Platform – ICP), что позволяет осуществлять современную связь и отдавать через цифровые базы и АСУ приказы многофункциональным подразделениям на марше.

## Структура
Объединённый штаб
- Информационно-коммуникационное бюро Объединённого штаба КНР[кит.]
- База информационной безопасности Объединённого штаба КНР[кит.]

Управление логистики
- Комитет связи при управлении логистики Центрального военного совета КНР[7]

Военные округа КНР
- Группа связи армии Восточного военного округа[кит.][8]
- Группа связи армии Южного военного округа[кит.][9]
- Информационно-коммуникационная бригада армии Западного военного округа[кит.][10]
- Группа связи армии Северного военного округа[кит.][11]
- Группа связи армии Северного военного округа[кит.][12]

Сухопутные войска КНР
- Армия Восточного военного округа[кит.]
  - 1-я группа связи 72-й общевойсковой армии[кит.][13]
  - 12-я группа связи 71-й общевойсковой армии[кит.][14]
  - 31-я группа связи 73-й общевойсковой армии[кит.][15]
- Армия Южного военного округа[кит.]
  - Группа связи 14-й армии[англ.] (армия расформирована в 2017)[16]
  - 41-я группа связи 75-й общевойсковой армии[кит.][17]
  - 42-я группа связи 74-й общевойсковой армии[кит.][18]
- Армия Западного военного округа[кит.]
  - 13-я группа связи 77-й общевойсковой армии[кит.][19]
  - 21-я группа связи 76-й общевойсковой армии[кит.][20]
  - Группа связи 47-й общевойсковой армии[англ.] (армия расформирована в 2017)[21]
- Армия Северного военного округа[кит.]
  - 16-я группа связи 78-й общевойсковой армии[кит.][22]
  - 26-я группа связи 79-й общевойсковой армии[кит.][23]
  - 39-я группа связи 80-й общевойсковой армии[кит.][24]
  - Группа связи 40-й общевойсковой армии[англ.] (армия расформирована в 2017)
- Армия Северного военного округа[кит.]
  - Группа связи 20-й общевойсковой армии[англ.] (армия расформирована в 2017)[25]
  - Группа связи 27-й общевойсковой армии[англ.] (армия расформирована в 2017)[26]
  - 38-я группа связи 82-й общевойсковой армии[кит.][27]
  - 54-я группа связи 83-й общевойсковой армии[кит.][28]
  - 65-я группа связи 81-й общевойсковой армии[кит.][29]
- Группа связи Синьцзянского военного округа[кит.][30]
  - Группа связи Южно-Синьцзянского военного округа[кит.][31]
- Группа связи Тибетского военного округа[англ.][32]
- Группа связи Пекинского гарнизона[кит.] (расформирована)

Военно-морские силы КНР
- Корпус связи ВМС НОАК[33]
- Группа связи Восточного флота[34]
- Группа связи Южного флота[35]
- Группа связи Северного флота[36]

Военно-воздушные силы КНР
- Корпус связи ВВС НОАК[37][38]
- Группа связи авиации Восточного военного округа[кит.][39]
- Группа связи авиации Южного военного округа[кит.][40]
- Группа связи авиации Западного военного округа[кит.][41]
- Группа связи авиации Северного военного округа[кит.][42]
- Группа связи авиации Центрального военного округа[кит.][43]
- Группа связи 15-го воздушно-десантного корпуса[44]

Ракетные войска КНР
- Корпус связи Ракетных войск НОАК
- Группа связи 51-й ракетной бригады НОАК
- Группа связи 52-й ракетной бригады НОАК
- Группа связи 53-й ракетной бригады НОАК
- Группа связи 54-й ракетной бригады НОАК
- Группа связи 55-й ракетной бригады НОАК
- Группа связи 56-й ракетной бригады НОАК
- Группа связи 22-й ракетной бригады НОАК

Силы стратегического обеспечения
- Группа связи Сил стратегического обеспечения НОАК[45]
- Группа связи космодрома Цзюцюань (20-я учебно-испытательная база)
- Группа связи ядерного полигона Лобнор[нем.] (21-я учебно-испытательная база)
- Группа связи отдела спутникового морского слежения и контроля (23-я учебно-испытательная база Цзянцзинь[нем.])
- Группа связи космодрома Тайюань (25-я учебно-испытательная база)
- Группа связи космодрома Сичан (27-я учебно-испытательная база)